# チャールズ・ライエル

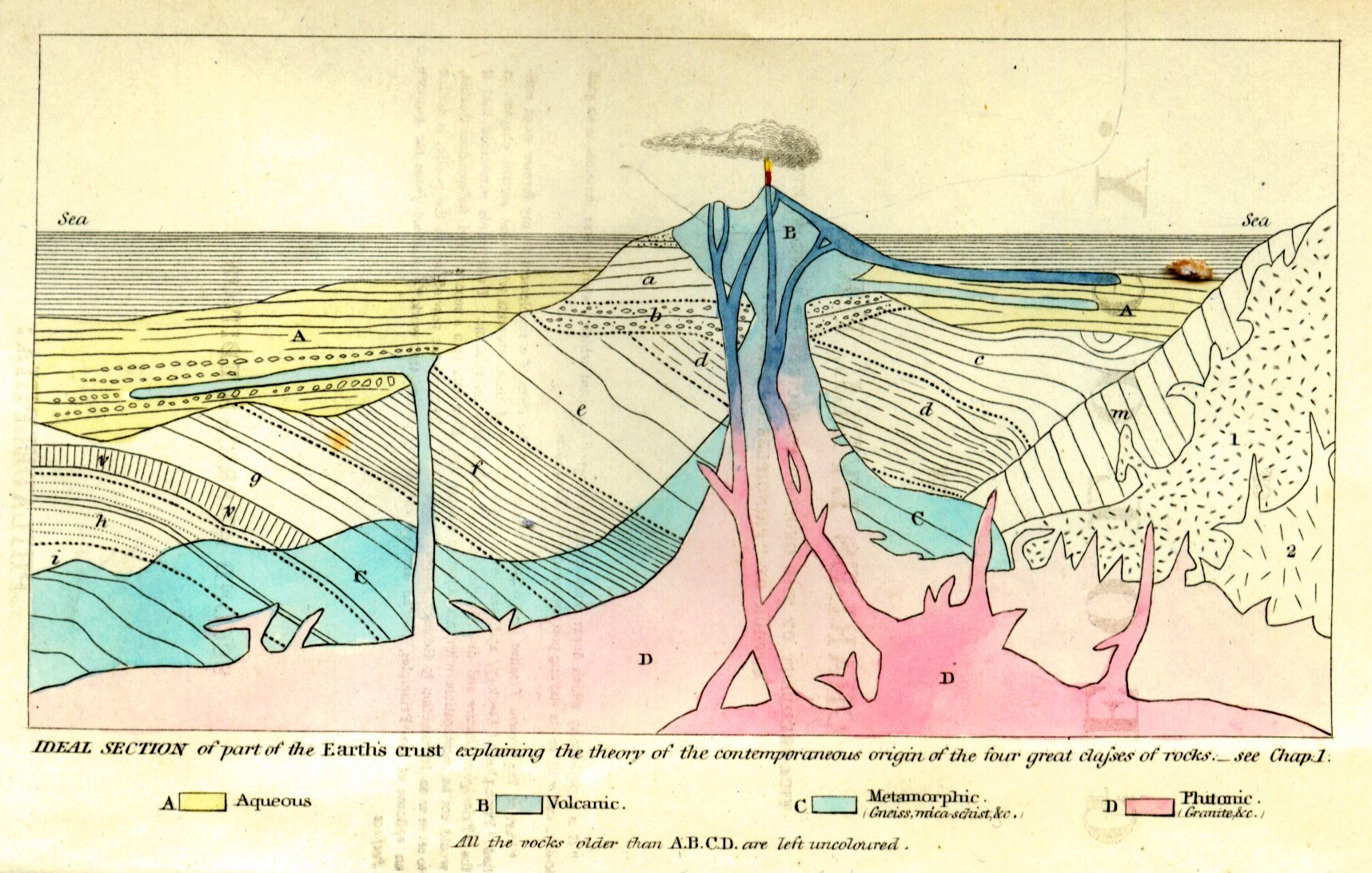
『地質学原理』の口絵

初代准男爵、サー・チャールズ・ライエル（Sir Charles Lyell, 1st Baronet、1797年11月14日 - 1875年2月22日）は、スコットランド出身の地質学者、法律家。『地質学原理』の著者として知られ、近代的地質学の基礎となる斉一説を広めた人物。チャールズ・ダーウィンの友人でもあり、彼の自然淘汰説の着想にも影響を与えた。

## 人物・生涯
1797年、スコットランドのアンガス、Kinnordy で、10人兄弟の長男として生まれた。ライエルの父（同じく"チャールズ"という名である）は、植物学をたしなんでおり、幼きライエルに最初に自然の研究というものを示してみせた。ライエルは少年期をイングランドのニューフォレスト (New Forest) のバートリー・ロッジ(Bartley Lodge) で過ごし、自然界に対して大いに興味を抱くことになった。
オクスフォード大学のエクセター・カレッジ(Exeter College)に通い、地質学と出会い、ウィリアム・バックランドの指導のもと、熱心に打ち込んだ。
1816年に卒業し、法律へと仕事を変えたものの、地質学との "二足のわらじ" を履くことになった。1822年にライエルの最初の論文 On a Recent Formation of Freshwater Limestone in Forfarshire を発表。結局、1827年ごろには法律の仕事には見切りをつけ、地質学のキャリアの長い道のりへと足を踏み出したのであった。1826年王立協会フェロー選出。
1830年にロンドンのキングズ・カレッジで地質学の教授の職に就いた。
1830年 - 1833年、『地質学原理』 Principles of Geology の初版（3巻、計約1200ページの大著）を出版した。これはライエルの最初の出版物であると同時に最も知られた出版物でもあり、ライエルの地質学理論家としての地位を確立したものである。ライエルは、地質学とは迷信を排除して、大自然の中で起きた変化を研究する科学であると宣言している。
この『地質学原理』が、「斉一説」 uniformitarianism の学説、すなわち、その数十年前にジェームズ・ハットンによって提唱されていたアイディアを、広く世に知らしめることにつながったのである。
1840年代、ライエルはアメリカ合衆国とカナダへと旅した。この体験が彼の有名な、"旅行と地質学" 本、を生むことになった（1845年の Travels in North America と1849年以降の A Second Visit to the United States である）。
1875年に他界。ウェストミンスター寺院に埋葬された。
月と火星にあるライエルクレーターの名は、チャールズ・ライエルへの尊敬の念を込めてつけられたものである。また、カナダノバスコシア州で発見された化石爬虫類ヒロノムスの種小名 lyelli（リュエリまたはライエリ）も彼にちなむ名である。命名者は、友人であったカナダの地質学者ジョン・ウィリアム・ドーソン (John William Dawson)。

## 受賞歴
- 1834年: ロイヤル・メダル（王立協会）
- 1835年: ベーカリアン・メダル（王立協会）
- 1858年: コプリ・メダル（王立協会）
- 1866年: ウォラストン・メダル（ロンドン地質学会）